# لطيفة الحباشي
لطيفة الحباشي ولدت في 13 أغسطس 1972 في تونس العاصمة. هي سياسية تونسية. هي قيادية في حركة النهضة ذات التوجه الإسلامي.

بعد الثورة التونسية، انتخبت في انتخابات 23 أكتوبر 2011 في المجلس الوطني التأسيسي، وبعد ذلك كنائبة في مجلس نواب الشعب بعد انتخابات 26 أكتوبر 2014 وفي الحالتين عن النهضة وعن دائرة منوبة الانتخابية.

## السيرة الذاتية
بعد تحصلها على شهادة الباكالوريا في 1991، تحصلت على الأستاذية في العلوم القانونية (قانون خاص) من كلية العلوم القانونية والسياسية والاجتماعية بتونس سنة 1995، ثم على شهادة الدراسات المعمقة في العلوم القانونية الأساسية من كلية العلوم القانونية والسياسية والاجتماعية بتونس سنة 2000.

منذ سنوات دراستها الأولى في الجامعة كانت منخرطة في التيار الإسلامي المتمثل في حركة النهضة المحظورة آنذاك.

بعد الثورة التونسية، كانت لطيفة الحباشي نائبة رئيس الجمعية التونسية للمحامين الشبان بين 2011 و2013.

انتخبت في انتخابات 23 أكتوبر 2011 في المجلس الوطني التأسيسي عن النهضة وعن دائرة منوبة الانتخابية. في المجلس التأسيسي كانت مقررة لجنة القضاء العدلي والإداري والمالي والدستوري، وعضوة لجنة التوافقات، ولجنة التحقيق في أحداث 9 أفريل، والهيئة المشتركة للتنسيق والصياغة، ولجنة القطاعات الخدماتية ولجنة الحقوق والحريات والعلاقات الخارجية.

انتخبت بعد ذلك كنائبة في مجلس نواب الشعب بعد انتخابات 26 أكتوبر 2014 عن النهضة وعن دائرة منوبة الانتخابية. في هذا المجلس هي نائبة رئيس لجنة التشريع العام، وعضوة لجنة شؤون التونسيين بالخارج.

شاركت لطيفة الحباشي في أسطول الحرية 4 في سبتمبر وأكتوبر 2016 والذي يهدف لكسر الحصار عن قطاع غزة في فلسطين.

## مقالات ذات صلة
- حركة النهضة (تونس).

## روابط خارجية
- السيرة الذاتية للطيفة الحباشي على موقع مرصد المجلس الوطني التأسيسي التابع لمنظمة البوصلة.
- السيرة الذاتية للطيفة الحباشي على موقع مرصد مجلس نواب الشعب التابع لمنظمة البوصلة.